# Pseudophyllus ligatus
Pseudophyllus ligatus är en insektsart som först beskrevs av Brunner von Wattenwyl 1895.  Pseudophyllus ligatus ingår i släktet Pseudophyllus och familjen vårtbitare. Inga underarter finns listade i Catalogue of Life.